# 上海交通大学校史
上海交通大学（英语：Shanghai Jiao Tong University），是位于中国上海市的一所具有理工特色的教育部直属综合性全国重点大学。
其前身为盛宣怀1896年创建的南洋公学，后曾易名南洋大学、上海工业专门学校，中华民国大陆时期后期称为国立交通大学。1959年交通大学分立，交通大学上海部分定名为上海交通大学，1999年合并原上海农学院，2005年合并原上海第二医科大学。

## 初创与合并前（1896 - 1921年）

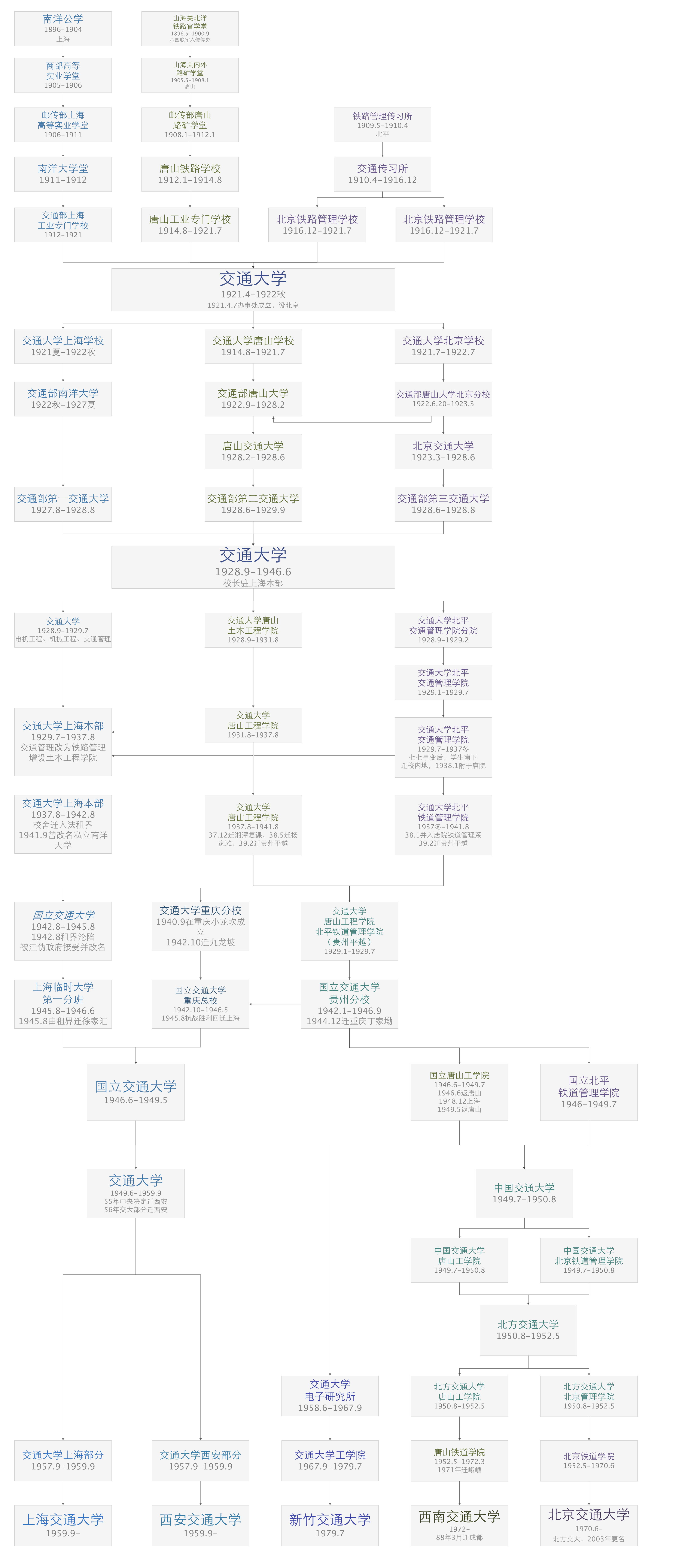
交通大学校史表

### 辛亥革命前（1896 - 1911年）
南洋公学由盛宣怀1896年（光绪22年）创建于上海，与北洋大学堂同为中国近代历史上最早创办的大学。1895年甲午战争战败后，清政府推行新政。天津海关道盛宣怀在天津创办北洋大学堂后，曾与两江总督刘坤一商讨设立南洋公学。1896年10月，盛宣怀上奏《条陈自强大计折》并附《请设学堂片》奏请在上海设置南洋公学，提议由轮船招商局和电报局提供经费。12月6日光绪帝谕令批准盛宣怀设立学堂。南洋公学隶属于招商局和电报局，校内设置了师范学院、外院、中院和上院四院，盛宣怀首任督办。
1900年，八国联军入侵津京地区，同为盛宣怀所创办的北洋大学堂在天津一度被迫停办，部分师生因战乱南迁至上海，在盛宣怀的安排下入读南洋公学在上院专门为接受北洋师生所开设的铁路班，直至北方战局平息，北洋师生及铁路班迁回天津。
1905年改隶商部，更名为商部上海高等实业学堂。
1907年改隶邮传部，更名为邮传部上海高等实业学堂。

### 辛亥革命后（1896 - 1921年）
1911年到1912年间为南洋大学堂。
1912年中华民国成立后划归继承清政府邮传部的中华民国交通部，更名为交通部上海工业专门学校，直至1921年与交通部下属的另外三校合并为交通大学。

## 合并为交通大学时期（1921 - 1949年）

### 第一次合校（1921年）
1920年（民国9年）12月，北洋政府交通总长叶恭绰以交通部所属上海工业专门学校、唐山工业专门学校、北平铁路管理学校、北平邮电学校四校散居各地，不便管理。决定于1921年统一学制，统称交通大学。而分称各校为交通大学上海学校（沪校）、唐山学校（唐校）、北京学校（平校）。1922年5月，因北洋政府派系纠纷，叶被迫离职，交通大学存在不足一年即解体。
1922年交通大学解体后原交通部上海工业专门学校单独成立交通大学上海学校，后在1922年夏更名交通部南洋大学直至1927年。1927年8月更名为交通部第一交通大学。
校庆定于4月8日是取自交通“四通八达”之意的说法待考证，比较可信的应该是“该校创办人盛宣怀先生写给首任校长何嗣焜的文献中，内容提到南洋公学第一班的开学日期为四月八日”。

交通大学校旗

### 第二次合校（1928年）
1928年，南京国民政府取代北洋政府，9月，沪、平、唐三校再次合并组成“交通大学”。本部为上海沪校，唐校为土木工程学院，平校为铁路管理学院。是为交通大学第二次合并。

### 抗日战争时期的交通大学（1937 - 1945年）
八一三事变后，学校考虑教学受到战事影响，自1937年11月1日起部分内迁法租界。
国立交通大学陆续内迁重庆，并在1940年成立重庆分校，未迁部分搬至上海法租界以私立南洋大学办学，经费来自重庆的国民政府教育部汇款，以张廷金作为代理校长。办学人士由洋人挂名，部份高年级学生至教授家中上课，而原徐家汇的交通大学校舍被日方的东亚同文书院占据。1942年5月国民政府教育部至上海的汇款路线断绝，校务难以为继。
太平洋战争爆发后，日军进驻租界，学校遂被汪精卫政府接管。1943年2月23日，维希法国交还法租界至汪精卫政权。
汪精卫政权教育部呈文行政院为国立交通大学呈文如下：
呈文内述交大报告及经费预算表，称该校原名南洋公学，自满清开办以来，约有50年之历史，嗣经改为大学，民国18年重定名为国立交通大学，一切经费由国库负担;自“八·一三”事变，该校设在租界内，应付困难，复于民国30年秋设立校董会，沿用原有南洋大学名义筹集经费，纽结维持，未曾中断；该校以下学期招考新生事宜亟待进行，呈请仍归国立，恢复国立交通大学原名，尚无不合。所需经费27万元，请先行合准恢复。
抗战胜利后，汪精卫政权的国立交通大学被国民政府接收。

### 第一次分校（1946年）
抗日战争结束后，碍于战争后的恢复需要，中华民国政府宣布要压缩教育经费，进行院系调整。1946年国立交通大学从交通部划归教育部，教育部令历经交通大学第一次南迁的交通大学北平铁道管理学院与交通大学唐山工程学院各自返回北平和唐山，但被改为“国立北平铁道管理学院”、“国立唐山工学院”，与国立交通大学分离。

同年12月，内迁到重庆的交通大学本部返回上海后也被教育部下令要停办航运，轮机两系，并改名为“国立南洋工学院”。。

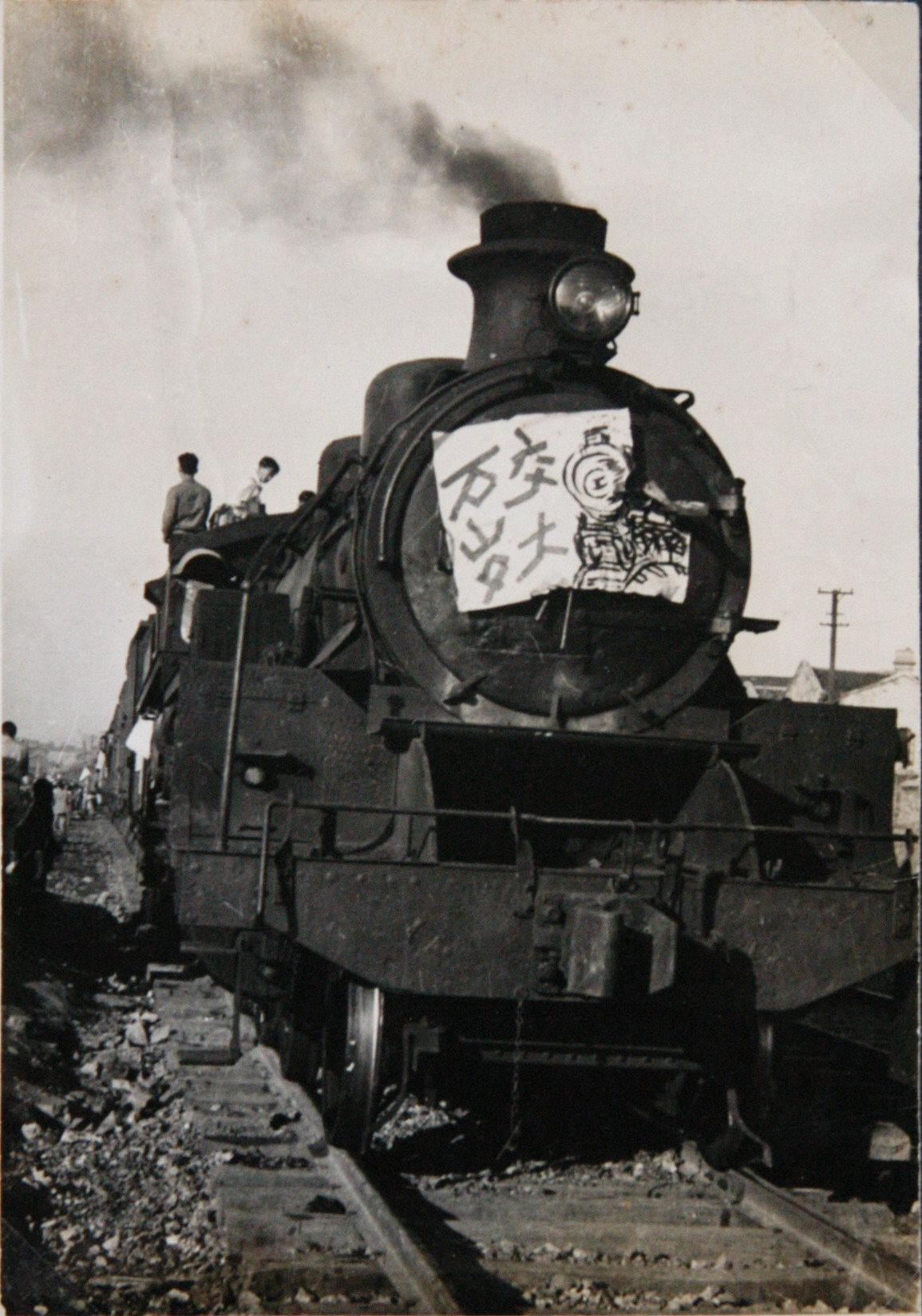
1947年护校运动中交大学生驾驶火车赴南京请愿

### 护校运动（1947年）
1947年5月2日，返回北平举行庆祝会的交通大学同学对复员学校设备表示十分不满，并与战后停驻在此的空军产生对抗。全校师生在中南海北平行辕集体请愿，最后李宗仁下令空军撤出交大校区。此举鼓舞了交通大学师生之间的行动，同月10日交通大学沪校学生罢课。5月12日，交通大学平校罢课，响应护校运动。唐山工学院班长联席会议决议成立护校委员会，提出“恢复交通大学校名，增加办学经费”的要求。
1947年5月13日清晨5时，近三千名学生们开始集合。尽管上海市市长吴国桢等人阻碍，仍然无法阻碍成功。之后吴国桢、田培林、方治、潘公展、吴保丰谈判，均未奏效。而同时，此前准备的交大学生收集齐机车和车皮，由机械系学生傅家邦、丁仰炎等开动的火车驶进月台。
下午6时半，请愿团总指挥张公纬组织学生上车。6时45分，火车启动向南行驶。6时55分，列车开到麦根路，铁路局奉命拆除铁轨，但交大土木系学生很快将路轨重新铺好。晚上7时40分左右，青年军202师阻止前进，僵局持续到晚上9时20分，谈判再次失败。午夜列车靠近真如车站。14日凌晨1时，朱家骅终于坐着装甲车赶到现场；并谈判成功。
在国民党要员吴国桢、蒋经国、宣铁吾、田培林、凌鸿勋等在场下，转移朱家骅亲笔签署的书面答复交给学生代表：
#交大校名不更改；
1. 轮机、航海两科不停办；
2. 学校经费依照实际需要增加，与其他大学平等；
3. 员工名额按班级人数照章增加；
4. 如有未尽事宜，师生及校友可派代表晋京面商。

5月15日晚，学生自治会召开系科代表大会，选出胡国定、丁仰炎等15名赴京谈判代表，并决定继续罢课支持代表谈判斗争，直到护校要求全部达到为止。教授会也派出钟伟成、季文美教授代表共同赴京。经过谈判，教育部重新承诺了朱家骅签署的要求，并当即拨付了一笔经费。至此，交大护校运动胜利结束。此次运动成功迫使当局勉强同意了师生们的各项要求，并使得交通大学的名字保留至今。

### 第二次分校（1949年）
1949年5月27日，中国人民解放军占领上海，同年6月15日，接管国立交通大学上海本部。
在1949年7月平、唐两校共同成立中国交通大学后，唐校也最终与在上海的国立交通大学分离，是为由沪平唐三地构成的交通大学第二次解体。。
1949年国共内战期间部分师生随国民政府迁台，1958年由在台校友倡议复校，即如今位于新竹市的国立交通大学。

## 建国后交通大学时期（1949 - 1959年）

### 院系改革（1952年）
参见：中国高等院校院系调整
20世纪50年代初，中华人民共和国政府参照苏联专业化的教育模式对高等学校进行拆分，实施院系改革。交通大学由具有相当规模的理、工、管的多学科大学被拆分成单一的工科大学，大量院系被调出。
理学院中的数学、物理、化学学科被调到复旦大学；化学还支援成立了华东化工学院（现华东理工大学）；土木建筑全部被并入同济大学；管理学院的管理、会计、财务等系并入复旦大学和华东师范大学，部分支援成立了上海财经学院（现上海财经大学）；纺织系分离出去成立了中国纺织大学（现东华大学）；水利系由严恺带去成立华东水利学院（现河海大学）。
航空工程系调整到华东航空工程学院（现西北工业大学）；机电中的电子部分调入南京工学院（现东南大学），1955年又支持了成都电讯工程学院（1988年更名为电子科技大学），机电还支持了哈尔滨工业大学。
此外还分出去支援了上海海运学院等许多学校。交通大学只是从外面调入了一些工科力量，但除了造船得到大连工学院（现大连理工大学）、同济大学支援得到加强外，其余并入的实力都不强。
在1952年的院系调整结束后，交通大学成了一所纯工科大学，实力受到重创。

### 交大西迁（1955 - 1957年）
主条目：交通大学西迁

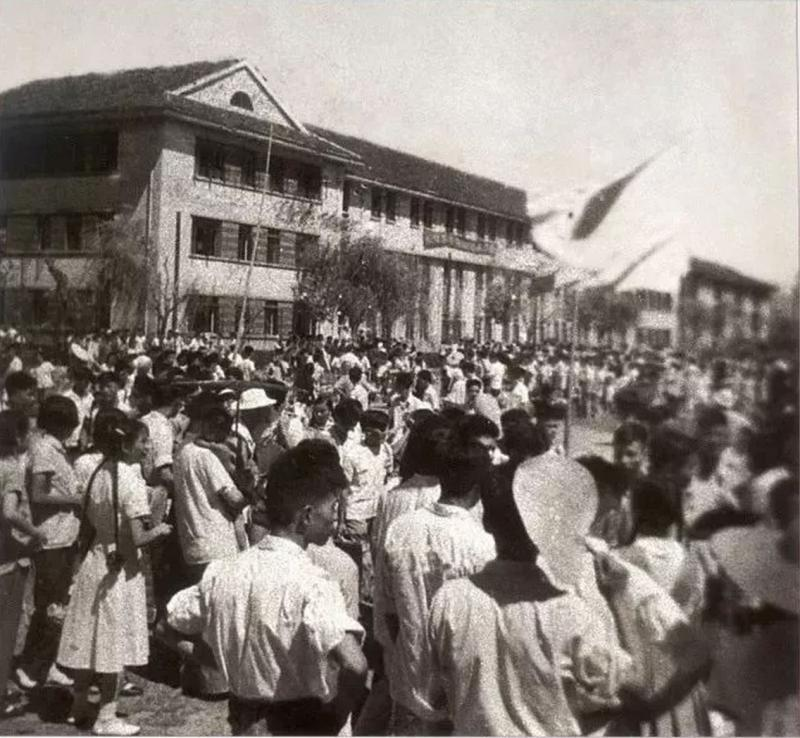
1956年，第一批交通大学师生西迁西安

1955年，国务院决定在上海的交通大学在1955年至1957年两个学年中分批迁往西安。
1955年中国开始实施第一个五年计划，提出“在沿海城市中，今后一般地不应该再新建和大规模扩建高等学校。”国务院鉴于当时的国际形势，同时考虑到中国西部地区高等教育资源不足，高等教育部按照新工业基地的分布，决定将交通大学迁往西安；电讯系迁往成都，建立成都电讯工程学院；汽车专业调往长春，建立长春汽车拖拉机学院。并要求交大在1956年、1957年两年内，分批完成全部迁校工作。
1955年5月25日，交大校务委员会召开第七次扩大会议，一致通过《关于迁校问题的决议》。11月24日通过《交通大学迁校方案》，向全校公布。此方案对迁校后的的各项工作作出具体安排，确定了迁移的人员。
1956年暑假，西安新校舍落成，学校第一批西迁开始。1956年7、8两月，学生3906人、教师243人、职工572人、家属1200人登上上海铁路局开出的交大支援大西北的特殊专列，分趟离开上海，赶赴西安。当时乘车的人都持有一张粉色乘车证，正面印有火车图案以及“向科学进军，建设大西北”的字样。
1956年9月10日，交通大学在西安人民大厦礼堂举行开学典礼，参加典礼的有2000余人。一、二年级的学生在西安新校正式开学上课。至此，交通大学在西安已有师生员工及家属共计六千多人。此后，迁校工作仍在进行。 然而此时一些问题已经流露。如一些教师向校友写信，恳请他们为迁校问题出面说话，否则将来将会有人搞“护校运动”。

### 交通大学上海部分（1957 - 1959年）
由于形势的变化和部分校内师生的反对意见，内迁工作不久中断。虽然所有中科院学部委员仍留在上海部分，但绝大多数青年师生，设施以及档案迁往西安，交通大学开始两地办学。西安部分并校工作完成后共形成11个系23个专业，上海部分并校工作完成后共形成6个系19个专业。由于上海和西安两地管理上非常不便，1959年7月31日，经国务院批准，交通大学两部分独立建校，交通大学上海部分成立上海交通大学。

## 上海交通大学时期（1959年至今）
1961年2月，上海交通大学划归国防科工委，同时接受当时的高等教育部和上海市政府领导。学科体系局限于国防相关专业。
中国文化大革命期间，上海交通大学正常的教学科研秩序遭到严重破坏，发展几近停顿。1970年，学校又划归当时的中国海军领导。
文化大革命结束后，上海交通大学率先在中国高校中进行改革，大胆创新，使学校发展在历经院系调整、西迁、文革的动荡后迎来重要的历史转机。学校以人事、劳动、分配制度为核心，进行了管理体制改革，激发了教职员的工作热情；学校充分利用交通大学的校友资源，积极开展对外交流。在当时中国思想还比较禁锢的环境下，在高校率先接受海外校友捐赠，兴建包兆龙图书馆；拓展专业方向，重建数学、物理、化学、力学等应用理科系以及管理学科，逐步恢复交通大学时期理、工、管三足鼎立的学科布局。学校的这些改革收到了良好的效果，获得了当时中国最高领导人的肯定。

### 重新划归教育部领导
1982年9月，上海交通大学重新划归教育部领导。“七五”、“八五”期间，被国务院确定为全国5所重点建设的大学之一。

### 新建闵行主校区
学校蓬勃的发展使得徐汇校区校舍资源相对紧张。1985年上海交通大学开始在上海市闵行区兴建闵行校区并于1987年投入使用。2001年开始，闵行校区作为上海兴建的上海紫竹科学园区的主要部分，开始新一轮大规模建设，建成后将从原先的2200亩扩展到5000亩的规模，成为上海交通大学教学和研究的主要基地。

### 入选“985”工程计划
1990年以来，上海交通大学先后获得中国政府高等教育“211”和“985”工程支持，被列为中国创建世界一流大学的少数几所高校之一。学校大力引进优秀人才，优化学科布局，成立了生命，人文，环境，药学，法学等相关院系。

### 合并原上海农学院
1999年合并原上海农学院，成立上海交通大学农业与生物学院，并于2002年成立医学院。

### 开展国际化办学
2000年8月，上海交通大学与美国密西根大学签约，共建机械工程学院，联合培养具有国际竞争力的机械工程高级人才，合作开展以来，在科研和教学上都取得了突出的成绩，覆盖了本科、硕士、博士三个学历层次，该国际化项目是中美两国顶尖大学成功合作的典范。2006年两校决定扩大合作规模，提升合作层次，建立交大密西根大学联合学院，合作的学科也有了很大的扩展。
2002年10月，经教育部批准，在新加坡成立了中国在海外的第一个研究生院；大部分院系都与国外知名院系开展了师生交换等实质性的合作。办学成果涌现，上海交通大学的论文发表和专利申请数量都居中国高校前列。生源质量保持稳定优秀，为中国大陆最受中学生欢迎的大学之一。

### 合并原上海第二医科大学
2005年6月10日，教育部、上海市政府签署《关于上海交通大学与上海第二医科大学合并的原则意见》。2005年7月18日，上海交通大学与上海第二医科大学正式合并，成立新的上海交通大学医学院。组建后的上海交大，成为以工、医、商见长的国内顶尖大学之一。